# Miss Spider
Miss Spider (Miss Spider's Sunny Patch Friends) est une série télévisée d'animation américaine-canadienne.

## Fiche technique
- Titre original : Miss Spider's Sunny Patch Friends
- Titre français et québécois : Miss Spider
- Création : David Kirk
- Musique : Jeff Danna
- Production des animations : Callaway Arts & Entertainment, AbsoluteDigital Pictures, Nelvana Limited, Gouvernement du Canada, Télétoon Canada Inc.
- Société de distribution : Nelvana Enterprises et Kaboom! Entertainment
- Pays : États-Unis, Royaume-Uni, Canada
- Langue : anglais, français
- Nombre d'épisodes : 85 (3 saisons)
- Durée : 24 minutes (2 × 12 minutes)
- Date de première diffusion :
  - Canada : 7 septembre 2004
  - France : 8 juin 2005

## Distribution

### Voix originales
- Kristin Davis : Miss Spider
- Robert Smith : Holly (Henri)
- Scott Beaudin : Squirt (Spido)
- Rebecca Brenner : Shimmer (Frimousse)
- Mitchell Eisner : Dragon (Risque-tout)
- Julie Lemieux : Bounce (Pupuce)
- Austin Di Iulio in (Saisons 1-2) plus Cameron Ansell (Saison 3) : Spinner (Toupy)
- Aaryn Doyle : Pansy (Pensée)
- Alexandra Lai : Snowdrop (Perce-neige)
- Marc McMulkin : Wiggle (ZigZag)
- Patricia Gage : Grandma Betty (Grand-mère Betty)
- Peter Oldring et Joe Ranft : Gus
- Tony Jay : Spiderus
- Kristina Nicoll : Spindella
- Emma Pustil : Bella
- Nissae Isen : Ivy
- Samson Weiss-Willis : Mandrake
- Bailey Stocker : Petal (Pétale)
- Rob Tinkler : Grub (Girube)
- Jonathon Wilson : Ned
- Philip Williams : Ted
- Scott McCord : Stinky
- Judy Marshak : Whiffy
- Hanna Endicott-Douglas : Grace
- Richard Binsley : Felix
- Cole Caplan : Shelley (Charlène)
- Stephanie Morgenstern : Lily, Snack
- Cara Pifko : Eunice Earwig
- Ezra Perlman : Eddy Earwig
- Tajja Isen : Lil Sis
- Wayne Robson : M. Mantis
- Catherine Gallant: Beetrice
- Sugar Lyn Beard : Sweetie (Sucre d'Orge)
- Marlene Handrahan : Sawyer
- ? : Pippy (Mini)

#### Royaume-Uni
- Maria Darling : Miss Spider, Dragon, Snowdrop, Pansy, Shimmer, Betty et Eunice
- Andy Turvy : Spiderus
- Joanna Ruiz : Squirt et Bounce
- Lynn Cleckner : Spinner, Wiggle et Spindella
- David Holt : Holley, Gus, Stinky + voix additionnelles
- Tom Eastwood : M. Mantis

### Voix françaises
▪︎Version Française: MADE IN EUROPE
▪︎Adaptation: Françoise Boublil et Michel Saugout
▪︎Directeur de Plateau: Jean-Pierre Denuit
- Nathalie Hons: Miss Spider (Flora)
- Michel Hinderyckx: Henri
- Carole Baillien: Spido
- Maia Baran: Frimousse
- Ioanna Gkizas: Risque-Tout
- Véronique Fyon: Pupuce
- Stéphane Flamand: Toupy et Perce-neige
- Géraldine Frippiat: Zig-Zag
- Alexandra Corréa: Pensée et Vicky la reine-du-ciel
- Léonce Wapelhorst: Grand-mère Betty
- Jean-Paul Dermont: Spiderus
- Jean-Pierre Denuit: la chenille

## Épisodes